# Hermann Tittel
Hermann Tittel (Neuhaus am Rennweg, 12 novembre 1888 – Münster, 22 agosto 1959) è stato un generale tedesco durante la seconda guerra mondiale.

## Biografia

### Prima guerra mondiale
Hermann Tittel, figlio di un proprietario di una vetreria, si arruolò come alfiere il 27 febbraio 1908 nel "Brandenburgisches Fußartillerie-Regiment General-Feldzeugmeister Nr. 3". Dopo aver frequentato la scuola di guerra di Anklam, fu promosso tenente il 19 agosto 1909 e l'11 marzo 1911 sposò Liesel Kranfser. Partecipò alla prima guerra mondiale con il suo reggimento ed alla fine di ottobre 1914 gli fu conferita la Croce di Ferro di II Classe. Fu promosso sottotenente il 27 gennaio 1915 ed all'inizio dell'autunno del 1915 fu trasferito allo stato maggiore del generale del general der Fußartillerie 4. Nella primavera del 1916 gli fu conferita la Croce di Ferro di I classe ed il 25 novembre 1916 venne promosso capitano e comandante della sua batteria. Dalla fine di febbraio 1918 prestò servizio nello stato maggiore dell'esercito.

### Periodo interbellico
Dopo la guerra venne arruolato nel Reichswehr con il grado di capitano e fu trasferito allo stato maggiore del comando del distretto militare VI; fu poi nominato ufficiale di stato maggiore nella 6. Division der Reichswehr a Münster. Il 1º ottobre 1923 fu spostato nel 5. Artillerie-Regiment a Ludwigsburg e tra il 1924 ed il 1925 fu nominato comandante della 7ª batteria del suo reggimento. Il 1º maggio 1928 venne trasferito allo stato maggiore del comandao d'artiglieria IV a Dresda, dove fu promosso maggiore il 1º febbraio 1930 e come tale il 1º ottobre 1931 fu assegnato alla scuola di artiglieria di Jüterbog, come istruttore di tattica. Fu trasferito allo stato maggiore del 4. Artillerie-Regiment a Dresda ed il 1º ottobre 1933 fu nominato comandante del III distaccamento del 1. (Preuß.) Artillerie-Regiment ad Allenstein e come tale, fu promosso tenente colonnello il 1º febbraio 1934. Il 1º aprile 1935 venne nominato comandante del Artillerie-Regiment Jüterbog e fu promosso colonnello il 1º dicembre 1935. Il 1º aprile 1938 fu spostato nell'Artillerie-Regiment 11.

### Seconda guerra mondiale
Durante la mobilitazione per la seconda guerra mondiale, nell'estate del 1939, fu nominato comandante della 69. Infanterie-Division e venne promosso a generalmajor il 1º ottobre 1939. Nella primavera del 1940, lui e la sua divisione furono impiegati nell'operazione Weserübung, guidandola durante la campagna di Norvegia. Gli vennero poi conferite entrambe le fibbie delle Croci di Ferro. Dopo la campagna, venne schierato con la sua divisione come forza di occupazione ed il 1º settembre 1941 fu promosso generalleutnant. Alla fine di settembre del 1941 gli fu affidato il comando della 169. Infanterie-Division in Lapponia, fu poi schierato sul settore settentrionale del fronte orientale, ma all'inizio dell'estate del 1943 rinunciò al comando. Fu direttamente coinvolto nella leadership del LXX. Armeekorps a Lillestrom, a est di Oslo. Il 1º settembre 1943 fu promosso general der Artillerie, rendendolo comandante dell'LXX. Armeekorps, schierato come forza di occupazione nella Norvegia meridionale. Alla fine del 1944, dopo la morte della prima moglie, si risposò. Il 9 marzo 1945 gli fu conferita la Croce d'oro tedesca. Guidò il suo corpo d'armata fino alla resa e fu liberato dalla prigionia nella primavera del 1948.